# Тетраплатинатантал
Тетраплатинатантал — бинарное неорганическое соединение
платины и тантала
с формулой TaPt4,
кристаллы.

## Получение
- Сплавление стехиометрических количеств чистых веществ:

{\displaystyle {\mathsf {4Pt+Ta\ {\xrightarrow {1970^{o}C}}\ TaPt_{4}}}}

## Физические свойства
Тетраплатинатантал образует кристаллы
тетрагональной сингонии,
параметры ячейки a = 0,858 нм, c = 1,060 нм
или
тетрагональной сингонии,
пространственная группа I 4/mmm,
параметры ячейки a = 0,391 нм, c = 0,794 нм
структура типа титантриалюминия Al3Ti
.
Соединение образуется по перитектической реакции при температуре 1970°С .